# La Parellada
La Parellada és un edifici del municipi d'Alcover protegit com a Bé Cultural d'Interès Local.

## Descripció
El mas està situat vora la carretera d'Alcover a Reus, en l'encreuament amb la de Vilallonga. És de grans dimensions i el formen diversos edificis i un gran jardí. La casa principal té planta rectangular i presenta coberta a 4 vessants, on es troben dues xemeneies recobertes de ceràmica blanca i blava. En els angles dels mur exteriors hi ha carreus. La façana té una distribució simètrica d'obertures, totes elles rectangulars llevat de les del pis superior, d'arc de mig punt. El coronament es fa per un ràfec sobresortint. Hi ha petits elements de ceràmica com a ornamentació de la façana, així com de la teulada. El material constructiu és la pedra amb argamassa, arrebossada. Hi ha dos panells de ferro forjat.

## Història
L'edifici va ser construït vers l'inici del segle xviii. La inscripció que es troba a la llinda de la porta d'entrada principal el data concretament el 1701. Posteriorment s'hi ha fet successives modificacions. Cal esmentar el canvi en l'ordre de les teules grogues i vermelles sobre fons verd que formaven la senyera catalana a la teulada i que després de la guerra es van transformar en la bandera espanyola. En una teula del ràfec apareix la data de 1953, segurament any en què es podria haver efectuat alguna obra.